# Leela Savasta
Leela Savasta – kanadyjska aktorka filmowa i telewizyjna, urodzona w Vancouver w Kolumbii Brytyjskiej.
Znana najlepiej z gościnnych występów w serialach Nie z tego świata (Supernatural, 2006), Tajemnice Smallville (Smallville, 2005–2006) oraz w slasherze Krwawe święta (Black Christmas, 2006). W roli głównej wystąpiła obok Ever Carradine w telewizyjnym filmie Cleaverville z 2007 roku. W latach 2008–2009 występowała jako Tracey Anne w serialu Battlestar Galactica; uprzednio, w 2007 roku, jako Lorna wystąpiła w dziesięciu odcinkach serialu Wywiad. Pojawiła się w filmie Agnieszki Holland Historia Gwen Araujo (A Girl Like Me: The Gwen Araujo Story, 2006).
Jest absolwentką University of British Columbia. Obecnie mieszka w Vancouver.

## Filmografia
- 2005, 2006: Tajemnice Smallville (Smallville) jako Gretchen
- 2006: Orpheus jako studentka college’u
- 2006: Mistrzowie horroru (Masters of Horror) jako Elise Wolfram
- 2006: Historia Gwen Araujo (A Girl Like Me: The Gwen Araujo Story) jako Chita Araujo
- 2006: Nie z tego świata (Supernatural) jako Lindsey
- 2006: Krwawe święta (Black Christmas) jako Clair Crosby
- 2006–2008: Gwiezdne wrota: Atlantyda (Stargate: Atlantis) jako kapitan Alicia Vega / dr Esposito
- 2007: Cleaverville jako Laura
- 2007: Podróżnik (Traveler) jako Liz
- 2007: Świry (Psych) jako niania
- 2007: Bionic Woman: Agentka przyszłości (Bionic Woman) jako Shawna
- 2007: Wywiad (Intelligence) jako Lorna
- 2007: Integrity of the Amish jako Heather
- 2008–2009: Battlestar Galactica jako Tracey Anne
- 2009: Knights of Bloodsteel jako Fileen
- 2009: Eureka jako Julia Golden
- 2009–2010: Cra$h & Burn jako Lucia Silva
- 2010: CSI: Kryminalne zagadki Miami (CSI: Miami) jako Nina Castillo
- 2011: Internetowy zabójca (The Craigslist Killer) jako Julissa Brisman
- 2012: A więc wojna (This Means War) jako Kelly
- 2012: Transporter (Transporter: The Series) jako Rebecca Pissarro
- 2014: Hastings Street jako Melody
- 2014: Prześladowca 3 (Joy Ride 3) jako Alisa Rosado
- 2014: Heavenly Match jako Cali
- 2014: Big Eyes jako Chick